# 日本吹矢レクリエーション協会
一般社団法人日本吹矢レクリエーション協会（にほんふきやレクリエーションきょうかい）は、吹矢レクリエーションの普及や各種大会の開催を通じて、レクリエーション競技等を促進するために活動する協会

## 活動内容
吹矢レクリエーションの普及活動、教室運営支援、インストラクター育成等

## 代表者
河西信祐

## 代表者プロフィール
2000年の福祉用具貸与事業開始と同時に、福祉住環境コーディネーター、福祉用具専門相談員などの資格を取得。これからの長寿社会では高齢者の一人ひとりの健康維持と、生き生きとした生活を送るためのコミュニティが必要だと思い、誰もが参加でき、簡単で楽しく健康効果のあるレクリエーションとして、2004年に日本吹矢レクリエーション協会を設立。現在、北海道から沖縄までサークル、団体などで、多数の吹き矢レクリエーション会員が所属。